# Operatie Deliberate Force

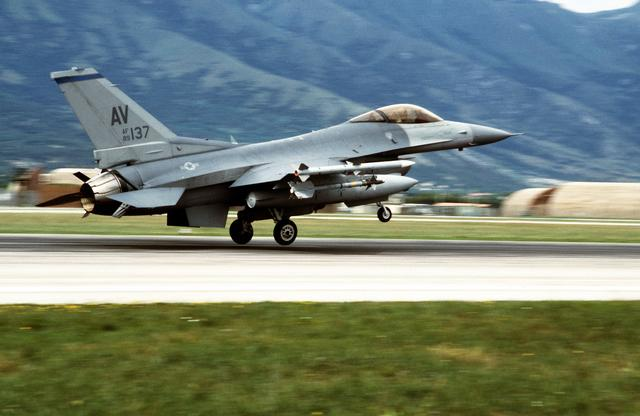
Een Amerikaanse F-16 Fighting Falcon landt in Italië na een luchtaanval tegen Servië.

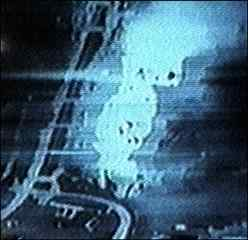
Inslag op een Bosnisch-Servisch doelwit genomen vanuit een Amerikaans vliegtuig.

Operation Deliberate Force (Nederlands: Operatie Weloverwogen Geweld) was de codenaam van de NAVO-bombardementen
in Bosnië en Herzegovina tijdens de Bosnische Oorlog in 1995.

## Aanleiding
De Bosnische Oorlog was uitgebroken in 1992 en volgde op de onafhankelijkheidsverklaring van Bosnië en Herzegovina. In juni dat jaar werd de UNPROFOR-vredesmacht van de Verenigde Naties uitgebreid naar het betwiste gebied. Die vredesmacht kon echter, bij gebrek aan mandaat en middelen, de gevechten niet stoppen. De VN hadden verschillende plaatsen tot zogenaamde veilige gebieden benoemd. Nadat deze gelegen in Oost-Bosnië door de Serviërs waren ingenomen Versterkte de NAVO haar luchtmacht in de regio als duidelijke waarschuwing aan de Serviërs om de overbleven veilige gebieden, waaronder Bihać, Goražde, Sarajevo en Tuzla, niet aan te vallen. Het Servische leger sloeg die waarschuwing in de wind en viel de gebieden aan. De directe aanleiding tot de NAVO-bombardement was de Servische mortieraanval
op een markt in Sarajevo op 28 augustus 1995. Hierbij vielen toen 37 doden. De bommencampagne was echter al eerder gepland. Toenmalig secretaris-generaal van de NAVO Willy Claes werd al op 3 augustus 1995 ingelicht over de operatie.

## De bombardementen
Het antwoord van de NAVO op de Servische bedreiging bestond uit twee plannen:
- Dead Eye dat de vernietiging van luchtcontrole, -radar en -raketinstallaties inhield derhalve het risico voor NAVO-vliegtuigen te verminderen.
- Deliberate Force met luchtaanvallen op militaire inrichtingen om het Servische leger de verzwakken.

De beslissing tot de aanval werd genomen op 29 augustus en de uitvoering diende te gebeuren op 30 augustus vanaf 02 uur. De eerste bom sloeg op die dag in om 02.12 uur. Al meteen op de eerste dag, om 17.16 uur, werd een Franse Dassault Mirage 2000N neergehaald door een draagbare luchtdoelraket. De bombardementen gingen hierop nog elf dagen door, tot 14 september. Omstreeks 22 uur op die dag werden de bombardementen opgeschort nadat de tegenstanders hadden ingestemd met een raamakkoord van de VN. Op 20 september werd besloten dat het doel van de missie – het veiligstellen van de veilige gebieden – bereikt was en werd de operatie afgebroken. De volgende onderhandelingen leidden uiteindelijk tot het Verdrag van Dayton.

## Deelnemende landen
- Duitsland
- Frankrijk
- Italië
- Nederland

- Spanje
- Turkije
- Verenigd Koninkrijk
- Verenigde Staten

## Statistieken
- Aantal vluchten: 3515 waarvan 1045 ter ondersteuning en twee derde door de VS.
- Aantal bommen: 1026 waarvan ~70% met precisiemunitie.
- Aantal doelen: 48 complexen bestaande uit 338 afzonderlijke doelwitten.